# Смыгин, Игорь Евгеньевич
Игорь Евгеньевич Смыгин (род. 1 апреля 1987, Уфа, СССР) — российский профессиональный баскетболист, играющий на позиции атакующего защитника. Выступает за баскетбольный клуб «Динамо» из Владивостока.

## Карьера
Воспитанник уфимской школы баскетбола. Первый тренер — Боков Руслан Львович.
Смыгин провёл 2 года в системе московского ЦСКА, в составе юношеской и молодёжной команд которого стал чемпионом молодежной Евролиги и победителем первенства ДЮБЛ.
2 февраля 2005 года дебютировал за основной состав ЦСКА. В матче Кубка России против «Стандарта» (96:68) Смыгин провёл на площадке 3 минуты 14 секунд и отметился 1 очком.
В сезоне 2011/2012, в составе ростовского «Атамана», Смыгин выходил на паркет в 33 встречах, в среднем зарабатывая 11,6 очка, совершая 4,8 подбора, 1,5 передачи, 1,2 перехвата за 26,5 минуты игрового времени.
С 2013 по 2015 года выступал за «Новосибирск». В сезоне 2014/2015 стал чемпионом Суперлиги и обладателем Кубка России.
В августе 2015 года подписал контракт с ПСК «Сахалин». Статистика Смыгина в сезоне 2015/2016 за 21 матч составила 7,9 очков, 2,4 подбора, 1,2 передачи в среднем за игру. В составе команды Игорь стал чемпионом Суперлиги-1 дивизион.
В августе 2016 года Смыгин продлил контракт с «Сахалином». В сезоне 2016/2017 провёл 27 матчей, набирая 8,8 очка, 3,6 подбора, 1,1 передачи и 1 перехват в среднем за игру.
В июле 2017 года перешёл в «Спартак-Приморье». В составе команды стал чемпионом Суперлиги-1, проведя 43 матча и набирая 10,7 очка и 5,7 подбора в среднем за игру.
В августе 2018 года пополнил состав «Самары».
В августе 2022 года перешел в «Динамо» из Владивостока.

## Награды
Согласно приказу Министерства спорта РФ №140-нг от 30 сентября 2015 года, за победу в Кубке России, Смыгину присвоено спортивное звание «Мастер спорта России».

## Сборная России
В 2011 году выступил за студенческую сборную России на летней Универсиаде в Китае, заняв 4 место.

## Достижения
- Чемпион Суперлиги (6): 2009/2010, 2014/2015, 2015/2016, 2017/2018, 2018/2019, 2020/2021
- Серебряный призёр Суперлиги: 2010/2011
- Обладатель Кубка России (4): 2007/2008, 2014/2015, 2019/2020, 2021/2022
- Серебряный призёр Кубка России: 2016/2017
- Бронзовый призёр Кубка России: 2020/2021

## Статистика
| Сезон                                                                                   | Команда   | Лига            | GP | GS | MPG  | FG%  | 3P%  | FT%  | RPG | APG | SPG | BPG | PPG |  |
| 2012/13                                                                                 | Все клубы | Все лиги        | 17 | 10 | 14,2 | 36,0 | 28,1 | 81,3 | 1,5 | 0,4 | 0,5 | 0,0 | 3,4 |  |
| 2012/13                                                                                 | Енисей    | Единая лига ВТБ | 12 | 9  | 16,5 | 37,0 | 31,0 | 81,3 | 1,6 | 0,5 | 0,6 | 0,0 | 4,7 |  |
| 2012/13                                                                                 | Енисей    | ПБЛ             | 11 | 5  | 12,8 | 29,6 | 25,0 | 75,0 | 1,4 | 0,4 | 0,4 | 0,0 | 2,5 |  |
|                                                                                         |           | Всего           | 17 | 10 | 14,2 | 36,0 | 28,1 | 81,3 | 1,5 | 0,4 | 0,5 | 0,0 | 3,4 |  |
| Наведите курсор мыши на аббревиатуры в заголовке таблицы, чтобы прочесть их расшифровку |           |                 |    |    |      |      |      |      |     |     |     |     |     |  |